# 水経
水経（すいけい）は、中国の水系に関する地理書。『四庫全書』には史部地理類の中に収められている。
全国の主要な河川と水流について137条に分けて簡潔に記載している。その文字数はわずか約一万余字で簡略であり、統一性を欠いている。水道の来歴および地区の地理状況についても事細かに記されておらず、具体性も欠いている。
撰者と成立年代については定説がなく、議論がある。『隋書』経籍志では晋の郭璞による注としているが、『旧唐書』経籍志では郭璞による撰としており、郭璞を作者とみなしている。ただし『新唐書』芸文志では漢の桑欽による撰としており、『通志』芸文略では撰者を桑欽、注者を郭璞としている。宋代以降は桑欽の手によるものという見解が大勢を占めるようになった。
後に北魏の酈道元が『水経』を元に『水経注』を編纂した。